# Brighamia insignis
Brighamia insignis (en hawaiano alula) es una especie extinta en la naturaleza, nativa de la isla de Kauai.

## Descripción
Es una especie perenne de corta vida como miembro de un género endémico de Hawái con solo otra especie. Ahora es extremadamente rara. En el año 2000 solo sobrevivían cinco colonias con 45 a 65 plantas.

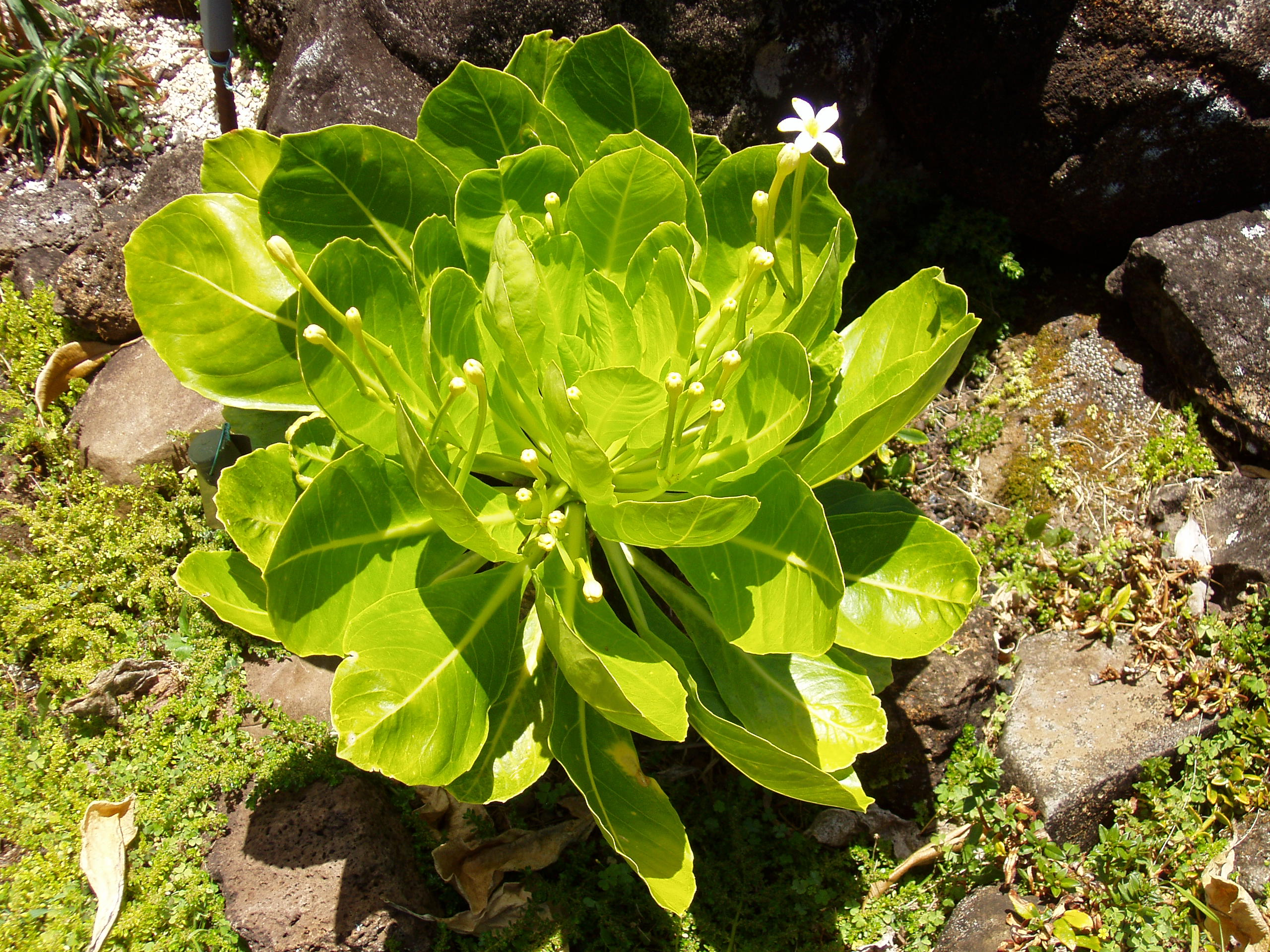
Flores de Brighamia insignis.

B. insignis es un miembro de la familia (Campanulaceae), es una planta con tallos suculentos que es bulboso en la base y más fino hacia arriba, finalizando en una roseta de hojas carnosas. Tiene un conjunto de flores amarillas olorosas en grupos de tres o ocho en las hojas axilares. Los pétalos se encuentran fundidos como un tubo de 7-14 cm d longitud. El fruto es una cápsula de 13 a 19 mm con numerosas semillas.

## Hábitat
B. insignis se encuentra a 480 m s. n. m. en suelos rocosos con poco suelo o terrazas de acantilados.

## Taxonomía
Brighamia insignis fue descrita por Asa Gray y publicado en Syst. Veg. ed. 13 2: 61 1770.
Sinonimia
- Brighamia citrina (C.N.Forbes & Lydgate) H.St.John[3]
- Brighamia citrina var. napaliensis St.John[3]